# The London Gazette
The London Gazette — одне з офіційних друкованих видань британського уряду та найважливіше серед таких офіційних видань у Великій Британії. The London Gazette вважається найстарішою англійською газетою, що збереглася, та найстарішою газетою, яка постійно публікується у Великій Британії. Уперше газета вийшла у світ 7 листопада 1665 року під назвою The Oxford Gazette. На звання найстарішої газети також претендують Stamford Mercury (1712) та Berrow's Worcester Journal (1690), тому що The Gazette не звичайна газета, а державна. Висвітлення новин не головне в газеті, також вона не має великого тиражу.

## Історія

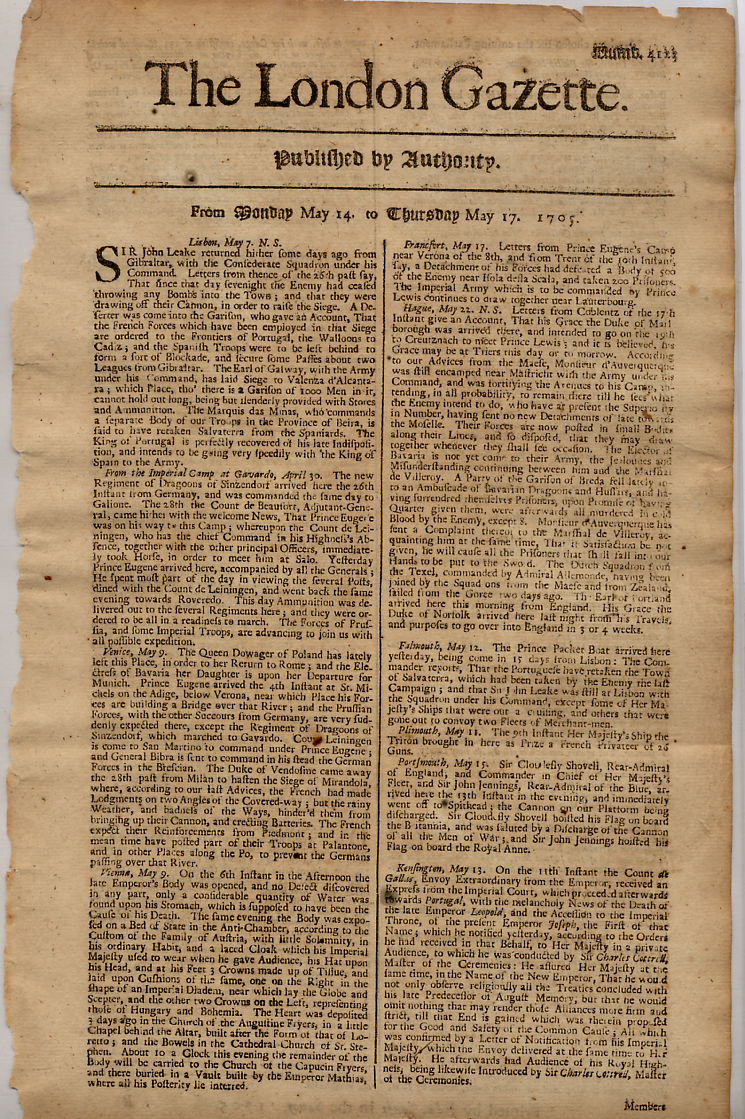
The London Gazette, датована 14–17 травня 1705 року з детальним описом повернення Джона Ліка з Гібралтару після битви біля Марбельї.

The London Gazette вперше було опубліковано як The Oxford Gazette 7 листопада 1665 року. Карл II та Королівський суд переїхали до Оксфорду, щоб уникнути Великої Лондонської чуми, а придворні не бажали торкатися лондонських газет, боячись заразитись. The Gazette була опублікована Генрі Маддіменом з поміткою «Опубліковано владою», вихід першого випуску відмітив у своєму щоденнику Семюел Піпс. Після закінчення чуми король повернувся до Лондона, і газета разом з ним. 5 лютого 1666 року був опублікований перший випуск саме під назвою The London Gazette, а загалом під номером 24. Gazette не була газетою в сучасному розумінні: її надсилали поштою підписникам та не друкували на продаж широкому загалу.

## Урядові публікації
The London Gazette публікується щонеділі, крім банківських свят. Серед іншого публікуються повідомлення про таке:
- Надання королівської згоди законам Парламенту Сполученого Королівства або Парламенту Шотландії
- Видача наказів про вибори, коли з'являється вакансія у Палаті громад Великої Британії
- Призначення на певні державні посади
- Списки комісованих офіцерів у Збройних Силах та подальше просування офіцерів по службі
- Корпоративна та особиста неплатоспроможність
- Нагородження відзнаками та військовими медалями
- Зміни імен чи гербів
- Королівські прокламації та інші декларації

Канцелярія Її Величності оцифрувала всі видання Gazette, і вони доступні в Інтернеті.
Офіційні газети публікуються видавництвом The Stationery Office. Вміст, окрім повідомлень про неплатоспроможність, доступний у ряді машинозчитуваних форматів, включаючи XML (доставка електронною поштою/FTP) та XML/RDFa через Atom.

## Інші офіційні газети
Інші офіційні газети уряду Великої Британії — The Edinburgh Gazette та The Belfast Gazette. Ці газети, крім друку деяких матеріалів загальнонаціонального значення, опублікованих у The London Gazette, також розміщують публікації специфічні для Шотландії та Північної Ірландії відповідно. У свою чергу, The London Gazette розміщують матеріали більш специфічні для Англії та Уельсу, але певні повідомлення, які становлять конкретний інтерес лише для Шотландії або Північної Ірландії, також повинні бути опубліковані в ній.
The London, Edinburgh та Belfast Gazettes публікуються видавництвом The Stationery Office від імені Канцелярії Її Величності (англ. Her Majesty's Stationery Office). На ці видання поширюється авторське право корони.